# Richie Frahm
Richard Anthony Frahm, detto Richie (Battle Ground, 14 agosto 1977), è un ex cestista statunitense.

## Carriera
Nato a Battle Ground, nello stato di Washington, nella stagione 2006-07 è stato in forza alla Benetton Treviso che voleva farne uno dei punti cardine della squadra, ma un brutto infortunio, una fascite, lo ha fermato per gran parte dell'anno e non è stato più riutilizzato.
In campo giocava nel ruolo di guardia tiratrice. Ha militato con diverse squadre NBA, l'ultima delle quali, i Los Angeles Clippers, lo ha svincolato, nel febbraio 2008.
Nel febbraio del 2009 viene messo sotto contratto dai Reno Bighorns.

## Palmarès
- Supercoppa italiana: 1

Treviso: 2006